# Evangelische Stadtkirche (Schönau)

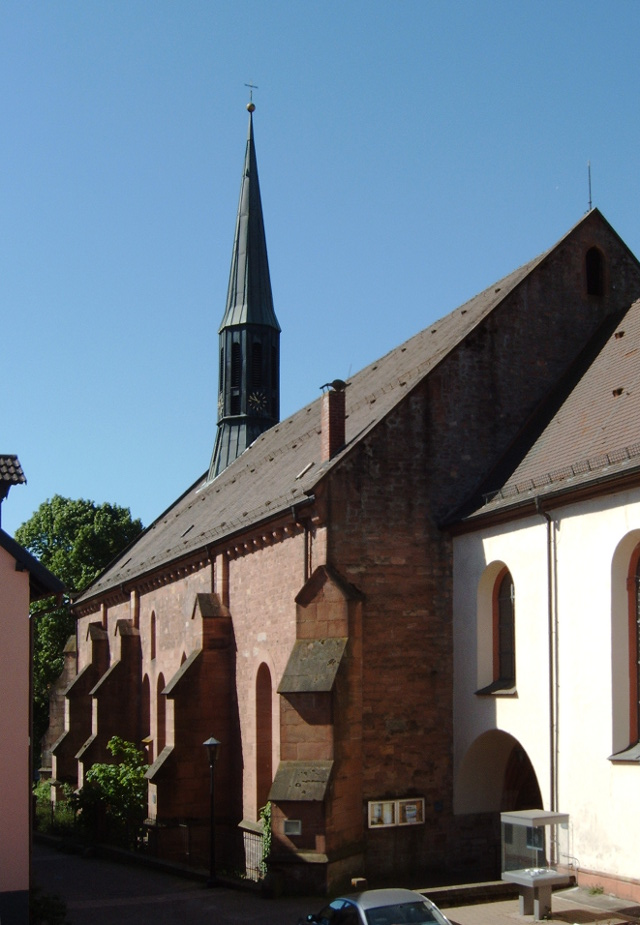
Evangelische Stadtkirche

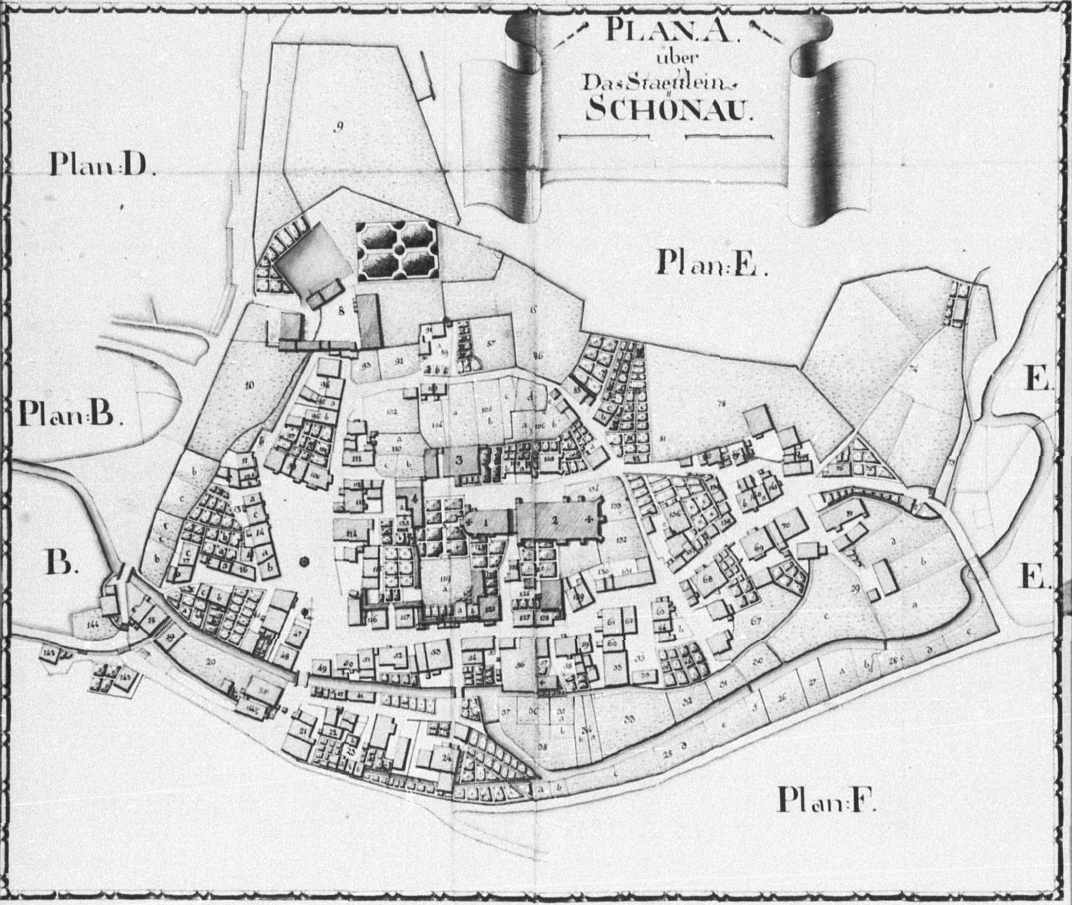
Schönau um 1790, Ziffer 2 die reformierte Kirche

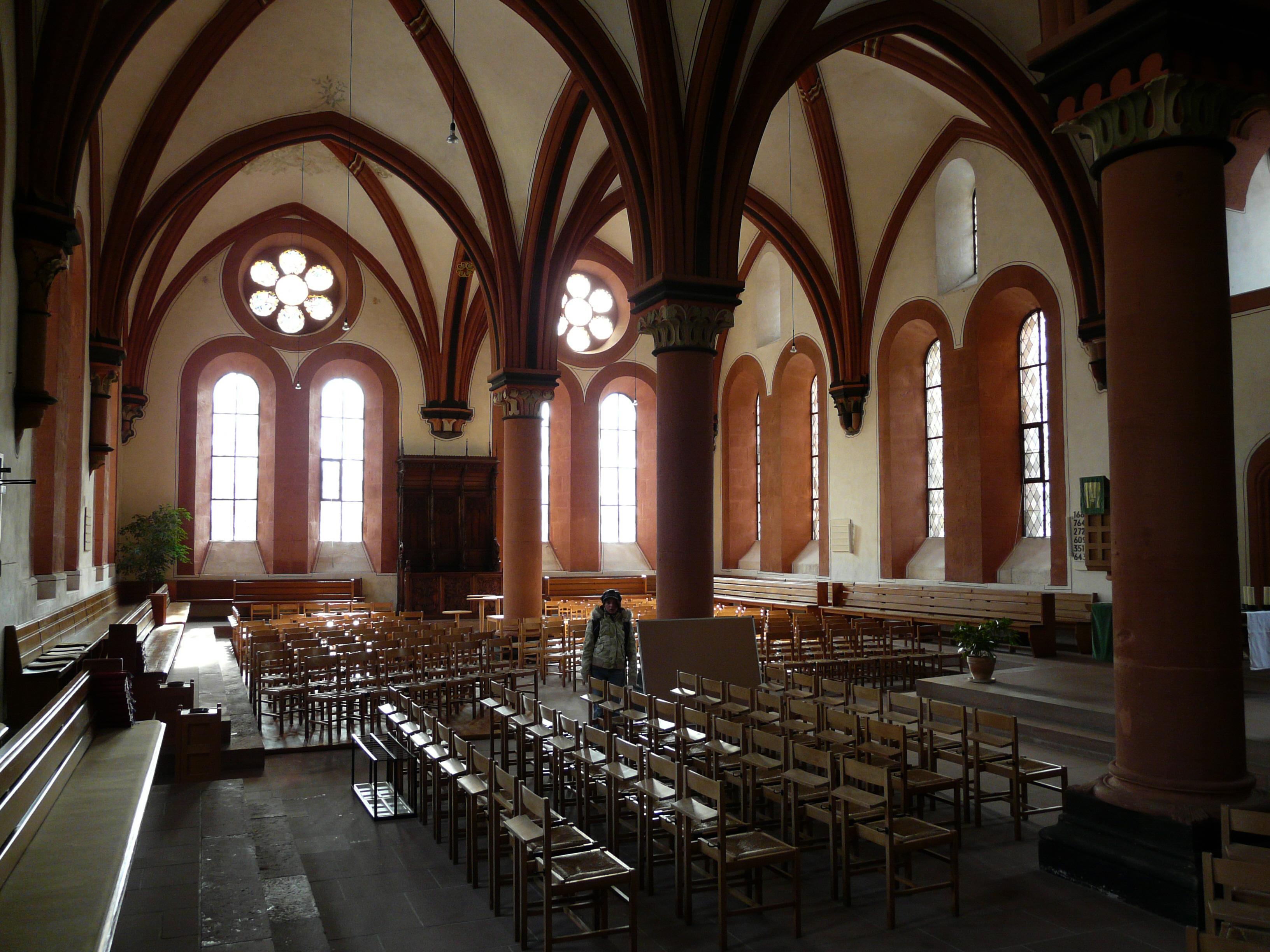
Innenraum

Die Evangelische Stadtkirche  in Schönau im Rhein-Neckar-Kreis im Nordwesten Baden-Württembergs wurde im 13. Jahrhundert als Herrenrefektorium des Klosters Schönau erbaut. Sie gehört zur Kirchengemeinde Steinachtal im Kirchenbezirk Neckar-Bergstraße der Evangelischen Landeskirche in Baden.

## Geschichte
Schönau wurde als Zisterzienserkloster im Jahr 1142 vom Wormser Bischof Burkhard II. gegründet. Es war bis 1400 Hauskloster und bevorzugte Grablege der Pfalzgrafen bei Rhein. Nachdem Kurfürst Ottheinrich in der Kurpfalz 1556 die Reformation einführte, wurde das Kloster aufgehoben. Sein Nachfolger Friedrich III. siedelte 1562 35 reformierte Familien, Glaubensflüchtlinge aus Wallonien, in Schönau an. Ihr erster Seelsorger wurde der bedeutende reformierte Theologe Franz Junius. Die Siedler waren zum Erhalt der Klostergebäude verpflichtet worden. Wohl sehr früh wurde aber das ehemalige Refektorium als Kirche genutzt, denn die alte Klosterkirche war mit einer Länge von 84 Metern zu groß. Wann sie und die anderen Klostergebäude zerstört wurden, ist nicht bekannt. Vermutlich wurden sie im Dreißigjährigen Krieg beschädigt und nicht wiederaufgebaut. 1882 wurde die Kirche restauriert. Hierbei wurden auch im nördlichen Teil der Kirche die Reste der ehemals angebauten Wärmestube und Küche entfernt und das Äußere dem übrigen Bauwerk angeglichen. Zwischen 1985 und 1987 wurde die Kirche aufwendig renoviert.

## Beschreibung
Der Grundriss des Schönauer Klosters entsprach dem Idealplan der Zisterzienser, in dem sich das Refektorium auf der gegenüberliegenden Seite der Abteikirche südlich an den Kreuzgang anschloss. Das Joch, das heute die Vorhalle der Kirche bildet, ist das einzig erhaltene des Kreuzgangs. Aufgrund des spätromanischen Baustils mit frühgotischen Elementen wird das Refektorium in die Zeit um 1230/40 eingeordnet. Der zweischiffige Raum erhebt sich über einem Grundriss mit 13,75 Metern Breite und 31,35 Metern Länge. Vier Pfeiler unterteilen den Saal in zwei gleich große Teile mit je fünf Kreuzrippengewölben. In den beiden südlichen Gewölben haben sich Malereien von um 1490 erhalten. An der westlichen Längswand ist eine Lesekanzel angebaut.
Aus der Abteikirche hat sich der spätgotische, mit kunstvollen Schnitzereien verzierte Dreisitz erhalten. Vor und in der Stadtkirche wurden mehrere Grabplatten aufgestellt, die 1992 beim nördlichen Querarm der Kirche bei Ausgrabungen gefunden wurden, darunter die von Dieter von Katzenelnbogen († 1191), Kanzler von Kaiser Heinrich VI., sowie von Mitgliedern der Familien Erbach, Strahlenburg und Frankenstein. Die Orgel wurde 1894 von Walcker (Ludwigsburg) gebaut, 1959 von Fa. Steinmeyer erweitert und sehr verändert und 1998 von Gerhard Lenter umgebaut und neu intoniert. Das Instrument hat 22 Register auf zwei Manualen und Pedal.